# Charles Herbert (Schauspieler)
Charles Herbert Saperstein (* 23. Dezember 1948 in Culver City, Kalifornien; † 31. Oktober 2015 in Las Vegas, Nevada) war ein US-amerikanischer Schauspieler.

## Leben
Charles Herbert wurde 1948 in Culver City, im US-Bundesstaat Kalifornien als Sohn von Pearl und Louis Saperstein geboren. Er besuchte die Fairfax High School.
Herbert, blauäugig und sommersprossig, begann seine Schauspielkarriere im Alter von vier Jahren, als er in der Fernsehserie Half Pint Panel (1952) auftrat. The Long, Long Trailer (1954) wäre sein erster Film gewesen, kurz nachdem er in der Bühnenproduktion On Borrowed Time im Rancho Theatre aufgetreten war, aber nachdem er mit etwa 40 anderen Kindern vorgesprochen und für eine Rolle ausgewählt worden war, wurde er aus dem Film herausgeschnitten. Von 1954 bis 1960 erhielt er in der Fernsehserie Ihr Star: Loretta Young erstmals eine wiederkehrende Rolle. Er war von 1960 bis 1962 in der Fernsehserie The Clear Horizon zu sehen.
Höhepunkt dieser Zeit war seine gefeierte Leistung als blindes Kind in einer Folge von Science Fiction Theater (1956), als er im Alter von acht Jahren auftrat. Die Folge „The Miracle Hour“, die am 22. Dezember 1956 ausgestrahlt wurde, handelt von einem Mann, der nie die Hoffnung aufgibt, dass der blinde sechsjährige Sohn seiner Verlobten die Feiertage nicht im Dunkeln verbringen muss. Herbert spielte neben Dick Foran und Jean Byron. Fünf Jahre später spielte er den Sohn eines blinden Mannes (Rod Steiger) in einer Folge von NBCs Wagon Train.
Er gehörte zu einem begehrtesten und bestbezahlten Kinderschauspieler seiner Zeit, konnte aber seinen Erfolg wie viele im Erwachsenenalter nicht fortsetzen. Bis 1959 hatte Herbert einen hohen Platz unter den begehrtesten und bestbezahlten Kinderschauspielern seiner Zeit erreicht und verdiente fast 1650 Dollar pro Woche. Er hatte sich sowohl den Ruf als auch den Spitznamen „One-Take Charlie“ erarbeitet.
In den ausgehenden 1950er Jahren gab es bald keine Hauptrollen mehr auf der Leinwand, und in den 1960er Jahren beschränkte sich Herbert auf Fernsehauftritte. Als er 21 Jahre alt war, erhielt er keine Rollen mehr, und seine Eltern hatten nichts von den Gage zurückgelegt. Er war der Ernährer der Familie. Er bekam Drogenprobleme, die 39 Jahre dauerten, und blieb unverheiratet. Herberts Schaffen für Film und Fernsehen umfasst mehr als 60 Produktionen.

## Filmografie
- 1954: Villa mit 100 PS (The Long, Long Trailer)
- 1954–1960: Ihr Star: Loretta Young (Letter to Loretta, Fernsehserie, 4 Folgen)
- 1955: Alle lieben Bob (The Bob Cummings Show, Fernsehserie, Folge 1x23)
- 1955: Die Nacht ist voller Schrecken (The Night Holds Terror)
- 1955: Unvollendete Liebe (The View from Pompey’s Head)
- 1955: Screen Directors Playhouse (Fernsehserie, Folge 1x09)
- 1956: Menschenraub (Ransom!)
- 1956: Celebrity Playhouse (Fernsehserie, Folge 1x20)
- 1956: The 20th Century-Fox Hour (Fernsehserie, Folge 1x11)
- 1956: It’s a Great Life (Fernsehserie, Folge 2x35)
- 1956: Big Dans Vermächtnis (He Laughed Last)
- 1956: Das Herz eines Millionärs (These Wilder Years)
- 1956: Playhouse 90 (Fernsehserie, Folge 1x02)
- 1956: The Ford Television Theatre (Fernsehserie, Folge 5x08)
- 1956: Science Fiction Theatre (Fernsehserie, Folge 2x34)
- 1956, 1958: Jack-Benny-Show (The Jack Benny Program, Fernsehserie, 2 Folgen)
- 1956, 1962: General Electric Theater (Fernsehserie, 2 Folgen)
- 1957: Kreuzverhör (The Tattered Dress)
- 1957: Alfred Hitchcock präsentiert (Alfred Hitchcock Presents, Fernsehserie, Folge 2x31)
- 1957: Jane Wyman Show (Jane Wyman Presents The Fireside Theatre, Fernsehserie, Folge 2x33)
- 1957: Zwei rechnen ab (Gunfight at the O.K. Corral)
- 1957: Alarm für Sperrzone 7 (The Monster That Challenged the World)
- 1957: Schlucht des Verderbens (Gun Glory)
- 1957: Fenster ohne Vorhang (No Down Payment)
- 1958: Wilder Westen Arizona (Tombstone Territory, Fernsehserie, Folge 1x24)
- 1958: Target (Fernsehserie, Folge 1x06)
- 1958: Die Fliege (The Fly)
- 1958: The Gale Storm Show (Fernsehserie, Folge 3x03)
- 1958: Hausboot (Houseboat)
- 1958: Der Koloss von New York (The Colossus of New York)
- 1958–1960: Mutter ist die Allerbeste (The Donna Reed Show, Fernsehserie, 4 Folgen)
- 1959: Dezernat M (M Squad, Fernsehserie, Folge 2x26)
- 1959: Das tödliche Netz (The Man in the Net)
- 1959: Goodyear Theatre (Fernsehserie, Folge 2x17)
- 1959: Alcoa Theatre (Fernsehserie, eine Folge)
- 1959: Fünf Pennies (The Five Pennies)
- 1959: Wenn man Millionär wär’ (The Millionaire, Fernsehserie, Folge 6x02)
- 1959: Der Zorn des Gerechten (The Last Angry Man)
- 1959: Riverboat (Fernsehserie, Folge 1x08)
- 1959–1960: Alcoa Presents: One Step Beyond (One Step Beyond, Fernsehserie, 2 Folgen)
- 1959–1960: Menschen im Weltraum (Men Into Space, Fernsehserie, 4 Folgen)
- 1959–1960: Lassie (Fernsehserie, 2 Folgen)
- 1960: The Ann Sothern Show (Fernsehserie, Folge 2x14)
- 1960: Wichita Town (Fernsehserie, Folge 1x23)
- 1960: Meisterschaft im Seitensprung (Please Don’t Eat the Daisies)
- 1960: Jimmy und die Piraten (The Boy and the Pirates)
- 1960: Das unheimliche Erbe (13 Ghosts)
- 1960: Shirley Temple’s Storybook (Fernsehserie, Folge 2x09)
- 1960: Klondike (Fernsehserie, Folge 1x10)
- 1960–1962: The Clear Horizon (Fernsehserie, 256 Folgen)
- 1960–1963: Wagon Train (Fernsehserie, 6 Folgen)
- 1961: The Best of the Post (Fernsehserie, Folge 1x25)
- 1961: 77 Sunset Strip (Fernsehserie, Folge 4x05)
- 1962: Twilight Zone (The Twilight Zone, Fernsehserie, Folge 3x35 Unsere Oma, der Roboter)
- 1962: The Eleventh Hour (Fernsehserie, Folge 1x05)
- 1962: Tausend Meilen Staub (Rawhide, Fernsehserie, Folge 5x10 Der Verräter von Sugar Creek)
- 1963: St. Dominic und seine Schäfchen (Going My Way, Fernsehserie, 2 Folgen)
- 1963: Auf der Flucht (The Fugitive, Fernsehserie, Folge 1x11)
- 1963: Hazel (Fernsehserie, Folge 3x14)
- 1963: The Patty Duke Show (Fernsehserie, Folge 1x00)
- 1964: Katy (The Farmer’s Daughter, Fernsehserie, 2 Folgen)
- 1964: The Outer Limits (Fernsehserie, Folge 2x11)
- 1966: Meine drei Söhne (My Three Sons, Fernsehserie, 3 Folgen)
- 1968: Lieber Onkel Bill (Family Affair, Fernsehserie, Folge 2x25)
- 1968: Julia (Fernsehserie, Folge 1x06 Schwarzmalereien)